# Abdij Sankt Georgen im Schwarzwald

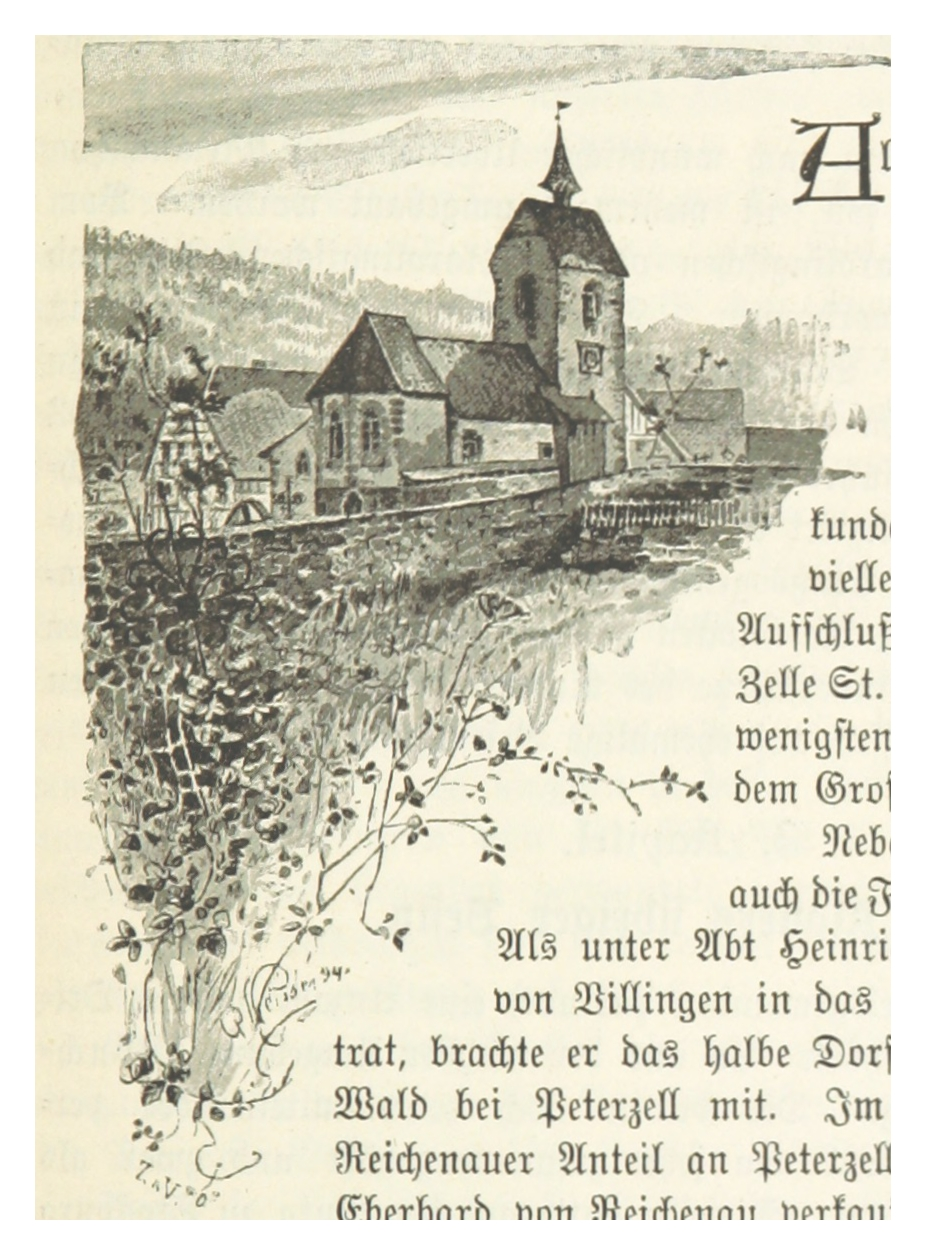
Impressie van de abdij in C.T. Kalchschmidt, Geschichte des Klosters, der Stadt und des Kirchspiels St. Georgen auf dem badischen Schwarzwald, pag. 45

De abdij Sankt Georgen im Schwarzwald was een benedictijnerabdij in Baden-Württemberg.
De edellieden Hezelo, voogd van de Reichenau, Hesso en Koenraad wilden in 1083 een klooster stichten bij de Sint Joriskapel in Königseggwald bij Saulgau. Ze gingen echter in op de wens van Willem, de abt van Hirsau, om het klooster te vestigen in het huidige Sankt Georgen im Schwarzwald (1084-1086). Onder abt Theoger (1088-1118) werd de abdij onafhankelijk van Hirsau. 
Na de dood van Henzelo in 1094 kwam de voogdij aan de hertogen van Zähringen tot zij uitstierven in 1218.  Daarna was de abdij gedurende enige tijd rijksvrij. Vervolgens kwam de voogdij aan de heren van Falkenstein. Zij verkochten een deel van hun rechten in 1444 aan het graafschap Württemberg. Een ander deel van de rechten kwam aan Hans van Rechberg, wiens erfgenamen deze rechten in 1532 aan koning Ferdinand verkochten. Omdat koning Ferdinand sinds 1522 ook hertog van Württemberg was, had hij dus de volledige voogdij in handen. Na de terugkeer van hertog Ulrich van Württemberg, veranderde hij de voogdij in een volledige landshoogheid. Toen Württemberg de reformatie invoerde, vertrokken de monniken in 1536 naar Rottweil en later naar Villingen. Na de nederlaag van de Schmalkaldisch Verbond in 1546 keerden de monniken in 1548 terug, terwijl de abt in Villingen bleef wonen. Na de godsdienstvrede van Augsburg voerde Württemberg een evangelische kloosterorganisatie in onder een beperkte toelating van katholieke diensten. 
Na de dood van abt Kern in 1566 waren er twee abten: een katholieke abt in Villingen die de goederen bestuurde van het klooster die binnen Voor-Oostenrijk lagen en een evangelische abt in Sankt Georgen. In 1630 werd de abdij op grond van het Restitutie-edict weer geheel katholiek. In 1633 werd het klooster volledig verwoest. 
De Westfaalse Vrede van 1648 kende het klooster aan Württemberg toe en de monniken verhuisden weer naar Villingen, waar het klooster tot 1806 bestond. In Sank Georgen werden de ruïnes niet meer herbouwd, maar wel werden tot 1810 evangelische abten benoemd. Deze abten resideerden elders. In 1810 kwam bij een grenscorrectie Sankt Georgen aan het groothertogdom Baden.